# La Mortuacienne
La Mortuacienne est une marque de limonade artisanale. Elle est produite par l'entreprise Rième (siège social situé à Morteau, dans le Doubs) depuis sa création en 1921 par Marcel-Alcide Rième. Elle tient son nom des habitantes de la ville de Morteau, dans le Haut Doubs (Franche-Comté). 
La Mortuacienne est commercialisée en France, avec une forte implantation dans sa région d’origine, et s'exporte aussi en Europe et en Grande-Bretagne. 
Elle est conditionnée dans une bouteille en verre gravée avec le blason de l'entreprise.

## Historique

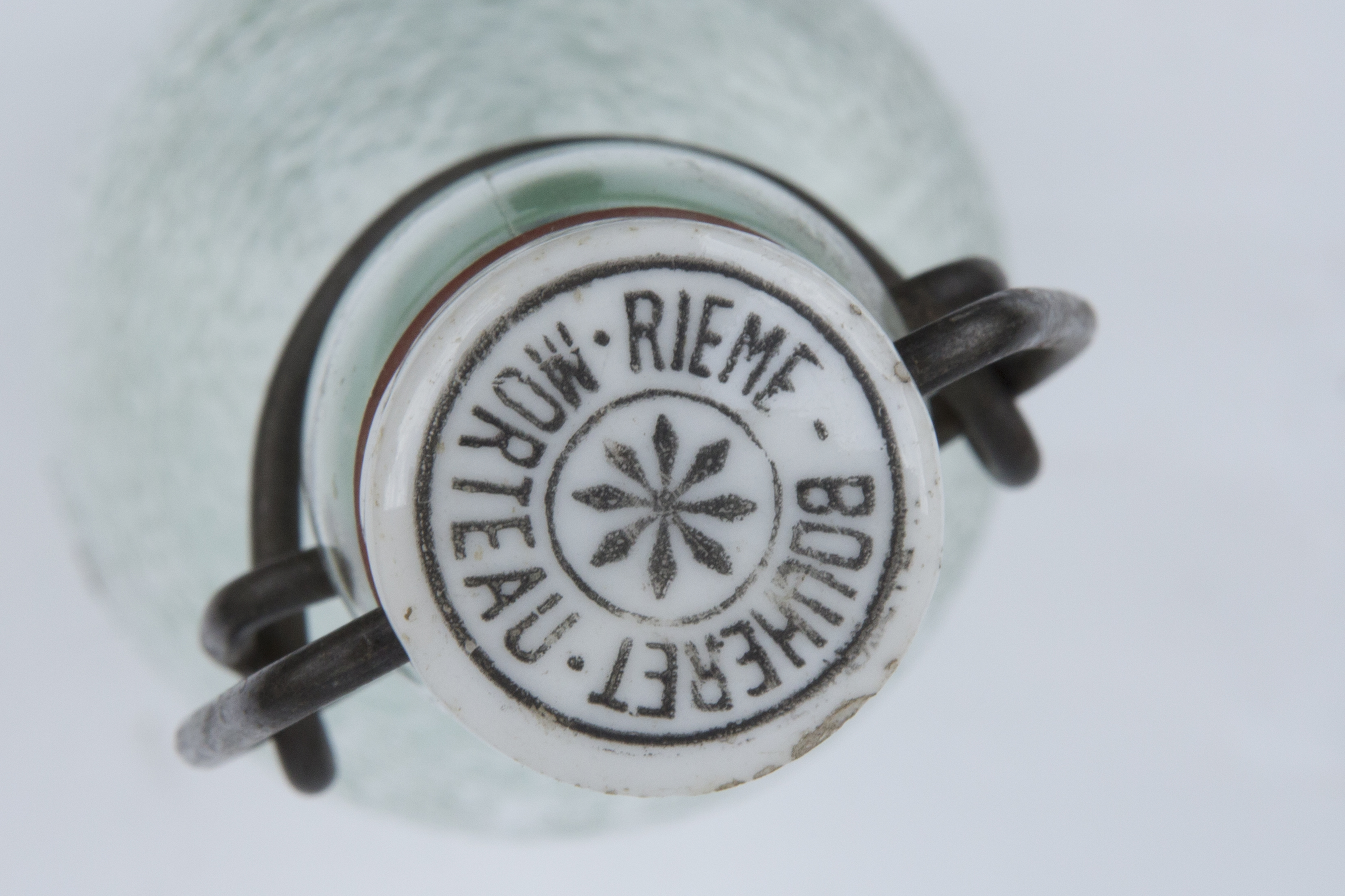
Bouchon mécanique d'une bouteille de limonade, à l'époque où l'entreprise se nommait encore Rième - Bouheret

Marcel-Alcide Rième crée La Mortuacienne en 1921, l’année d’ouverture de la limonaderie Rième qu'il a fondée avec son beau-frère Adrien Bouheret  à Morteau (Doubs). Il utilise de l’eau stérilisée et filtrée pour garantir une qualité constante, du sucre de betterave français et du citron du sud de la France. 
Conditionnée en verre gravé avec un bouchon mécanique, La Mortuacienne était moins sucrée et plus acidulée que les autres limonades afin d'entrer dans la composition du rouge-limé (vin rouge et limonade). Elle devient vite le produit phare de la maison Rième, connue également pour ses sirops.
Rième est une entreprise familiale se transmettant de père en fils:
- En 1960, Jean Rième (fils de Marcel-Alcide) reprend la direction de la limonaderie et continue la fabrication des limonades, dont La Mortuacienne.
- En 1981, Didier Rième (fils de Jean) reprend la maison et développe plusieurs gammes de limonades. Il commence la commercialisation de La Mortuacienne dans les supermarchés tout en gardant le conditionnement en verre et la recette originaux. L'unité de production est transférée à Beure[2].
- En 2001, Benoit Rième rejoint son père dans l’entreprise familiale, et devient responsable de la commercialisation de La Mortuacienne à l’export, commençant par la Grande-Bretagne et les pays nordiques.

## Gamme La Mortuacienne
La Mortuacienne est aujourd’hui disponible en dix parfums : Originale, Citron, Cidrime,  Mandarine, Orange, Pink Lemon (export uniquement), Grenade, Pamplemousse, Cola et Menthe-Citron. 
Elle est vendue uniquement en bouteille verre : 
- bouteille 1 L gravée avec le blason de la maison Rième et bouchon mécanique
- bouteille 33 cL à forme personnalisée